# Mathieu Bich
Mathieu Bich ist ein französischer Zauberkünstler, der sich auf das Erfinden verschiedener Zaubertricks spezialisiert hat.

## Leben
Mathieu Bich begann mit der Zauberkunst bereits in jungen Jahren und brachte sich die Grundkenntnisse selbst bei. Eines Tages traf er den Zauberkünstler Dominique Duvivier, der ihm über acht Jahre lang Unterricht gab. Danach beschäftigte er sich noch mit den Techniken und dem Entwickeln von Zauberkunststücken. Kurze Zeit später erschienen schon seine ersten Kreationen weltweit in Zaubershops. Seine erste Seminartour gab er 1998 und trat in über 50 Ländern auf. Viele seiner Tricks erschienen in großen Zaubermagazinen wie in MAGIC oder MagicSeen. 2006 gewann er auf dem Weltkongress der Zauberkunst bei der FISM in Stockholm in der Kategorie Erfindungen einen Preis.
In Zusammenarbeit mit Nintendo entstand 2007 das Spiel Master of Illusions. Mathieu Bich arbeitete als Konsultant für David Blaine, der einen von Mathieus Tricks in seiner Show im ABC Channel vorführte. 2011 war er in der Serie Fool us von Penn & Teller zu sehen.

## Werke
- TnR by Mathieu Bich – DVD
- Reversible by Mathieu Bich – DVD
- Spreadwave by Mathieu Bich – DVD
- Eject by Mathieu Bich – DVD
- Backtwist by Mathieu Bich – DVD
- Chaos by Mathieu Bich[3]